# Basiphyllaea volubilis
Basiphyllaea volubilis là một loài thực vật có hoa trong họ Lan. Loài này được (M.A.Díaz) Sosa & M.A.Díaz mô tả khoa học đầu tiên năm 2001.